# Dead End (band)
Dead End (デッドエンド) was een Japanse heavymetalband uit Tokio, geformeerd in 1983. De band was een van de eerste in Japan die elementen van metal, gothic rock, new wave en glam samenvoegde. Samen met X Japan werden zij beschouwd als de voorgangers van de hedendaagse Visual kei-scene.
Ze hebben twee albums in 1988 uitgebracht via het Amerikaanse label Metal Blade. Zanger Morrie heeft naast Dead End een succesvolle solocarrière achter zich liggen en is momenteel actief bij Danger Crue. Bassgitarist Tadashi speelde voorheen bij de Japanse heavy metalband Rajas. Drummer Masaaki heeft voorheen bij Terra Rosa gespeeld.
Dead End speelde haar eerste liveconcert bij het Bourbon House, Osaka in 1985. Dit concert heeft voor een grote nationale tour gezorgd. In deze periode had gitarist Takahiro de band verlaten. Dit zorgde voor aantreding van Yuji "You" Adachi, die gezien zijn reputatie de bijnaam "de beste gitarist van de regio Kansai" kreeg. Met deze lineup namen ze in 1986 hun debuutalbum op, genaamd Dead Line. Kort voor de uitgave van dit album verliet ook drummer Masaaki de band. Op dat moment maakte de overige bandleden kennis met toekomstig drummer Masafumi, die voorheen bij Saber Tiger speelde. Met deze uiteindelijke samenstelling heeft de band vier albums uitgebracht, drie singles, twee compilaties en een dvd. Dead End is in 1990 uit elkaar gegaan.
In 2009 kondigde Dead End zijn reünie aan.

## Bandleden
Laatst bekende lineup
- Motoyuki "Morrie" Ohtsuka (zang)
- Yuji "You" Adachi (gitaar)
- Tadashi Masumoto (basgitaar)
- Masafumi Minato (drums)

Ex-leden
- Takahiro (gitaar)
- Masaaki Tano (drums)

## Discografie
Albums
- 1986 - Dead Line
- 1988 - Ghost Of Romance
- 1988 - Shambara
- 1989 - Zero
- 2009 - Metamorphosis

Livealbums
- 1990 - Dead End (2xcd)

Singles/ep's
- 1986 - Replica (Single)
- 1988 - Blue Vices (ep)
- 1989 - So Sweet So Lonely (Single)

Dvd
- 2005 - Psychoscape

Compilaties
- 1997 - All In One
- 2005 - Infinity (met bonus-dvd)